# Albert Cossery
Albert Cossery (3. listopadu 1913 – 22. června 2008) byl egyptský spisovatel narozený ve Francii. Většinu svého života strávil v Paříži a svá díla publikoval pouze ve francouzštině. Všechny jeho novely se odehrávaly buď v jeho domovském Egyptě nebo v imaginární "zemi na Středním východě". Přezdívali mu "Voltaire Nilu". Jeho psaní vzdává hold jeho skromnému dětství v Káhiře, kdy nezapadal, stejně jako vychvaluje formu lenosti a jednoduchosti, které jsou tak vzdálené od naší současné společnosti. Albert Cossery byl dobře známým v Saint-Germain-des-Prés, kde od roku 1945 pobýval v hotelu La Louisiane.

## Život
Albert Cossery se narodil v Káhiře do řecké pravoslavné rodiny syrského původu. Jeho rodiče byli majiteli malých nemovitostí, kteří původně vlastnili půdu v Damiettě. V rozhovoru s libanonským spisovatelem Abdallahem Naamanem v roce 1998 Cossery řekl, že jsou Šavání Egypta. Jeho otec byl ortodoxní řecký rodák z vesnice al-Qusayr, poblíž Homs v Sýrii. Při příjezdu do Káhiry na konci 19. století přijala rodina jméno "Cossery", podle vesnice al-Qusayr, se zjednodušenou výslovností. Cosseryova rodina, stejně jako všechny elity žijící v Egyptě během této éry, byly ve francouzské kultuře dobře ponořené. Ve věku 17 let, inspirovaný četbou Honoré de Balzaca, emigroval do Paříže, aby pokračoval ve studiu, které však nikdy nedokončil. Od roku 1945 až do své smrti roku 2008 žil a psal v Paříži.
Za 60 let svého života napsal pouze osm románů v souladu s jeho filozofií života, ve které "lenost" není zlozvykem, nýbrž formou kontemplace a meditace. Svými slovy: "Tolik krásy na světě, tak málo očí, aby to viděly." Ve věku 27 let vydal svou první knihu Les hommes oubliés de Dieu ("The God Forgot"). Během své literární kariéry se stal blízkým přítelem dalších spisovatelů a umělců, jako jsou Lawrence Durrell, Albert Camus, Jean Genet a Giacometti.
Cossery zemřel 22. června roku 2008 ve svých 94 letech.
Jeho knihy, které se vždy odehrávají v Egyptě nebo v jiných arabských zemích, zobrazují kontrast mezi chudobou a bohatstvím, mocným a bezmocným, vtipným, i když dramatickým způsobem. Jeho psaní zesměšňuje marnost a houževnatost materialismu a jeho hlavní postavy jsou převážně tuláky, zloději nebo dandy, které rozvracejí pořádek nekalé společnosti. Jeho romány často obsahují auto-biografické postavy, jako je Teymour, hrdina románu Uncomplot de Saltimbanques, mladý muž, který místo diplomu v chemickém inženýrství po návratu do svého rodného města vstoupí do neočekávaného intrudu proti úřadům se svými dandy přáteli. Někteří[kdo?] Cosseryho považují za svého posledního skutečného "anarchistu" nebo svobodně myslícího spisovatele západní kultury. A to díky jeho humornému a provokativnímu, i když jasném a hlubokém, pohledu na lidské vztahy a společnost. Jeho styl písma nepodléhá akademickému nebo experimentálnímu přístupu, který z něj činí živého, chytlavého vypravěče, bez nudy ani umělé nejednoznačnosti některých klasických (kteří jsou) nebo avantgardních spisovatelů. Světovost jeho děl je památkou svobody bytí a myšlení proti materialismu, současná posedlost se spotřebou a produktivitou, arogance a zneužívání autority, marnost sociálních formalit a nespravedlnost bohatých vůči chudým.
V roce 1990 získala Cossery cenu Grand prix de la francophonie z francouzské akademie a v roce 2005 cenu Grand Prix Poncetton de la SGDL.
První z jeho knih přeložených do angličtiny jsou Muži, kteří zapomněli (nejprve přeložili Harold Edwards z Faruk univerzity, Alexandrie, Egypt, ne Henry Miller, jehož zpráva o Cossery se objevila na pozdějším 1963 City Lights Books vydání, a publikoval ve Spojených státech v roce 1946 Georgeem Leitem Circle Editions of Berkeley), Dům jisté smrti (New Directions, 1949), Lazy Ones (New Directions, 1952) a Proud Sheggars (Black Sparrow Press, 1981).
Tři další z Cosseryových románů jsou od té doby publikovány v angličtině: Anna Moschovakis 'The Jokers (NYRB Classics) a Alyson Waters' A Splendid Conspiracy a Color of Infamy (New Directions). Od roku 2014 zůstává Une ambition dans le desert nepřekládanou do angličtiny.

## Dílo
- Les Hommes oubliés de Dieu (1940)
  - Bohem zapomenutí lidé, překlad Petr Janus, Rubato (2014)
- La Maison de la mort certaine (1944)
  - Dům jisté smrti, překlad Helena Helceletová, Svoboda (1949)
- Les Fainéants dans la vallée fertile (1948)
- Mendiants et Orgueilleux (1955)
  - Hrdí žebráci, překlad Eva Balzarová, Rubato (2016), Zpracováno v Českém rozhlasu Ostrava jako sedmidílná četba na pokračování v roce 2020. Z překladu Evy Balcarové pro rozhlas připravili Marek a Klára Pivovarovi. V režii Tomáše Soldána čte Norbert Lichý.[1]
- La Violence et la Dérision (1964)
- Un complot de saltimbanques (1975)
- Une ambition dans le désert (1984)
  - Ambice v poušti, překlad Eva Balzarová, Rubato (2018)
- Les Couleurs de l'infamie (1999)

### Filmy
- Cossery napsal scénář pro film Les Guichets du Louvre.
- Beggars and Noblemen (1991) a The Jokers (2004) byly zfilmovány egyptskou režisérkou Asmmou El-Bakrovou.

V roce 1978 byl zfilmován "Les fainéants dans la vallée fertile řeckým režisérem Nikosem Panagiotopoulosem, přičemž film vyhrál první cenu na Filmovém festivalu v Locarnu a druhou cenu na Filmovém festivalu v Chicagu.